# Parafia św. Jana Chrzciciela w Zgierzu
Parafia św. Jana Chrzciciela w Zgierzu – rzymskokatolicka parafia w Zgierzu leżąca na terenie archidiecezji łódzkiej w dekanacie zgierskim.

## Historia
- 1 października 1991 – erygowanie parafii przez biskupa Władysława Ziółka,
- 1991 – rozpoczęcie budowy kościoła parafialnego według projektu architekta Wojciecha Bielaka,
- 10 listopada 1996 – poświęcenie kościoła (jeszcze w stanie surowym) przez arcybiskupa Władysława Ziółka,
- 24 czerwca 2001 – konsekracja świątyni przez arcybiskupa Władysława Ziółka,
- 2005 – zakończenie budowy kościoła

## Grupy parafialne
8 kółek Żywego Różańca, Zespoły Wokalno-Instrumentalne „Sanctus” i „Nadzieja”, asysta

## Proboszczowie
- 1991 – ks. Zdzisław Sudra (mianowanie 1 października)